# Münsing
Münsing cu cartierele Ammerland, Ambach, Degerndorf, Holzhausen, Pischetsried, Sankt Heinrich, Schechen, Weipertshausen și Wimpasing este o comună aflată în districtul Bad Tölz-Wolfratshausen, landul Bavaria, Germania.